# ベージヒハイム
ベージヒハイム (ドイツ語: Besigheim, [ˈbeːzɪçha‿im]) はドイツ連邦共和国バーデン＝ヴュルテンベルク州ルートヴィヒスブルク郡に属す小都市である。この街は、シュトゥットガルトの北約 25 km に位置しており、シュトゥットガルト地域（1992年まではミットレラー・ネッカー地域）およびシュトゥットガルト大都市圏周縁地域に含まれる。2005年10月18日からベージヒハイムは州指定の保養地となっている。

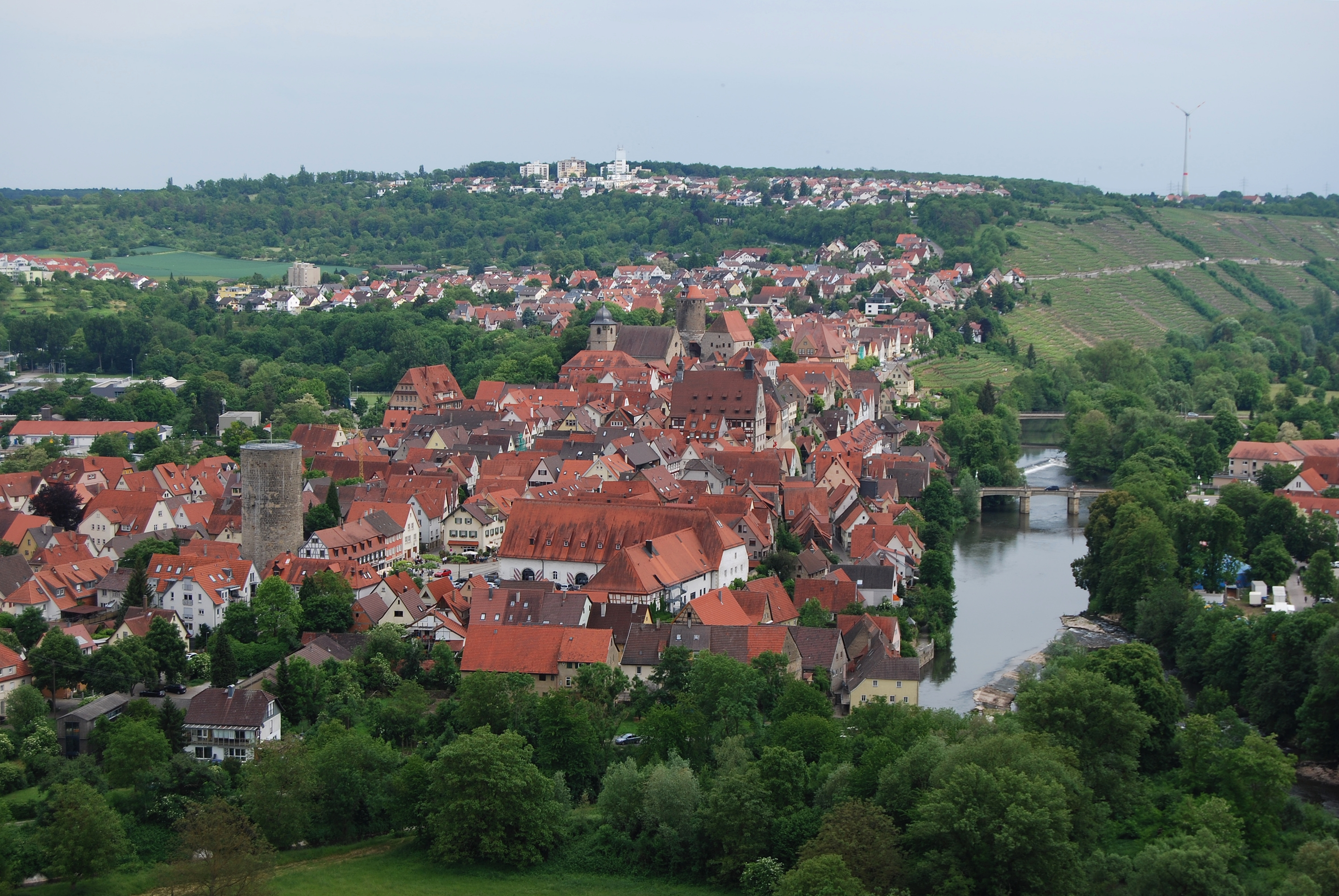
エンツ川沿いのベージヒハイムの中核市部

## 地理

### 位置
ベージヒハイムはルートヴィヒスブルクの北 13 km の、ネッカー川左岸の最大の支流であるエンツ川がネッカー川に注ぐ河口に位置している。旧市街は、長く伸びて急斜面で落ち込む河口部の舌状の土地にあり、絵画的な美しさを持つ。旧市街は三方を2つの川で囲まれている。

### 市の構成
ベージヒハイムは、中核市区ベージヒハイムと、古くからベージヒハイムに合併していた南の小集落フザーレンホーフからなる。1971年9月1日に旧町村オットマールスハイムが合併した。この地区は飛び地としてベージヒハイムの北東に位置しており、ドルフ・オットマールスハイムとして独自の地区を形成している。

### 隣接する市町村
ベージヒハイム本体部の町域は、北西はヴァルハイム、北東はゲムリヒハイム、東はヘッシヒハイム、南東はインゲルスハイム、南西はビーティヒハイム＝ビシンゲン、西はレヒガウと境を接している。
飛び地のオットマールスハイムは、北から北東にかけてネッカーヴァストハイム、南東から南にかけてムンデルスハイム、南西のヘッシヒハイム、西のゲムリヒハイムに囲まれている。ネッカーヴェストハイムだけは隣接するハイルブロン郡に属し、他はいずれもルートヴィヒスブルク郡に属している。

### 土地利用
| 土地用途別面積     | 面積 (km2) | 占有率 |
| ------------------ | ---------- | ------ |
| 住宅地および空き地 | 1.50       | 8.9 %  |
| 産業用地           | 0.58       | 3.4 %  |
| レジャー用地       | 0.24       | 1.4 %  |
| 交通用地           | 1.43       | 8.5 %  |
| 農業用地           | 9.29       | 55.2 % |
| 森林               | 2.56       | 15.2 % |
| 水域               | 0.50       | 3.0 %  |
| その他の用地       | 0.73       | 4.3 %  |
| 合計               | 16.83      |        |

州統計局の2018年12月31日現在のデータによる。

### 地域計画
ベージヒハイムは、隣接するビーティヒハイム＝ビシンゲンとともに、シュトゥットガルトを上級中心とするシュトゥットガルト地域の中級中心をなしている。ビーティヒハイム＝ビシンゲン/ベージヒハイムを中級中心とする地域には、ルートヴィヒスブルク郡北部の市町村、すなわちベニヒハイム、エルリヒハイム、フロイデンタール、ゲムリヒハイム、ヘッシヒハイム、インゲルスハイム、キルヒハイム・アム・ネッカー、レヒガウ、ムンデルスハイム、ザクセンハイム、タム、ヴァルハイムである。

## 歴史
ベージヒハイムは1153年の贈与証書に初めて記録されている。この贈与証書には、シュタウフェンの王フリードリヒ1世バルバロッサが、curtis Basincheim（ベージヒハイム農地）をバーデン辺境伯ヘルマン3世に贈与することが記されている。Besigheim という地名は、ジッペの長 Baso に由来する。
都市権の授与と、塔の建設を伴う市壁の拡充は1200年頃とされている。都市権授与の精確な日付は、16世紀には既に判らなくなっていた。しかし、塔は遅くとも1220年までには建設されている。また、バーデンのフォークト（代官）は1231年から、シュルタイス（市町村長）は1257年から存在しており、それ以前に都市権が授与されていたと考えられる。歴史的な入植の中心はウンターシュタット（下の街）であり、オーバーシュタット（上の街）はおそらく計画的に都市の拡張が行われたと考えられている。領主の館として、オーバーシュタットにシュタインハウス、ウンターシュタットに城館が建設された。市議会（市参事会）は15世紀に初めて記録されている。
ベージヒハイムは1463年にバーデン辺境伯からライン宮中伯に借金の担保に出された。本市は1486年まで一時的にハンス・フォン・ゲミンゲンに再度担保とされた。本市は1504年に、プファルツ伯ルプレヒトに対するアハト刑執行の過程で、ヴルテンベルク公ウルリヒによって占領され、1505年に協定によって公式にウルリヒが領有することとなった。
1520年、本市はヴュルテンベルク全域とともにハプスブルク家の所有となった。ドイツ農民戦争では、ベージヒハイムは1525年に蜂起した農民によって占領され、1529年に再びバーデン領となり、1595年に購入によって最終的にヴュルテンベルク領となった。

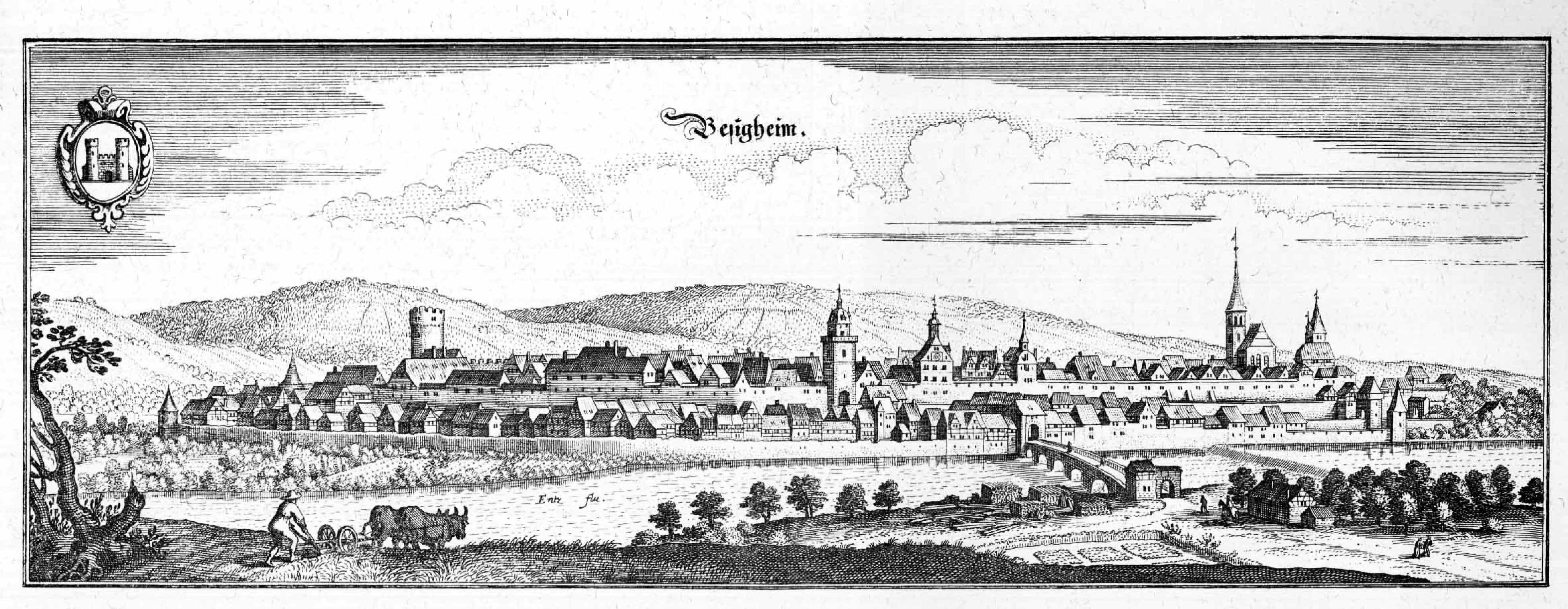
マテウス・メーリアンが描いた17世紀半ばのベージヒハイム

17世紀の初め、ベージヒハイムではペストが何度も流行し、1606年から1633年まで約500人の住民が犠牲となった。三十年戦争が始まると、1621年に砦が築かれたが、当初は大きな戦闘がなく、宿営や行軍が行われた。1634年に初めて戦闘がこの街にもたらされ、1648年まで何度も占領や略奪を受けた。さらにペストが追い打ちをかけ、1634年から1648年までに約1700人が犠牲となった。アムト・ベージヒハイムに属す村落の多くが完全に無人となった。
プファルツ継承戦争では、1688年と1693年の2回、フランス軍によって占領され、1693年には塔を除くウンターシュタットの城が破壊された。スペイン継承戦争（1700年 - 1714年）やオーストリア継承戦争（1740年 - 1748年）でもベージヒハイムで戦闘が行われ、1793年から1815年のナポレオン戦争ではフランス軍が何度もこの街に襲来した。
1806年に成立したヴュルテンベルク王国では、ベージヒハイムはオーバーアムト所在地に、1822年には区裁判所所在地になった。1848年、ノルトバーン（北鉄道）建設により、王立ヴュルテンベルク邦有鉄道の鉄道網に接続した。1901年から1902年にベージヒハイムは電化された。この街は1934年まではオーバーアムト・ベージヒハイムの、1934年から1938年まではベージヒハイム郡の行政機関所在地であった。ベージヒハイム郡は、ナチ時代の1938年にルートヴィヒスブルク郡とハイルブロン郡とに分割された。これにより、かつてのオーバーアムト都市ベージヒハイム自身はルートヴィヒスブルク郡に属すこととなった。
第二次世界大戦末期の1945年に、全部で8本の橋が爆破された。
1945年にベージヒハイムはアメリカ管理地区の一部となり、新設されたヴュルテンベルク＝バーデン州に属した。これは、1952年に現在のバーデン＝ヴュルテンベルク州となった。
1988年までにキルヒ通りが再開発され、1991年までに旧市街中心部の地下をトンネルで通過する連邦道 B27号線のバイパス道路が完成した。2007年にプファルガッセが、2009年にはハウプト通りとビューゲレストーア通りが再開発された。
2009年、当時のアメリカ合衆国大統領バラク・オバマのドレスデン訪問を契機にした調査の結果、オバマがドイツにルーツを持つことが判明した。彼の6代前の祖先にあたるヨハン・コンラート・ヴェルフリンは1729年1月29日にベージヒハイムで生まれた人物であった。ヴェルフリン (Wölfflin) は1750年に渡米し、名字をウォルフライ (Wolfley) と改名した。

## 住民

### 宗教
ベージヒハイムは、1556年頃のバーデン辺境伯領の宗教改革以後、主に福音主義の街であり、現在も福音主義の教会が存在する。本市は、ヴュルテンベルク福音主義州教会のベージヒハイム教会管区の本部所在地であり、地方教会組織が拠点を置いている。一方、ローマ＝カトリック教会、福音主義メソジスト教会、新使徒教会、エホバの証人もこの街で活動を行っている。

## 行政

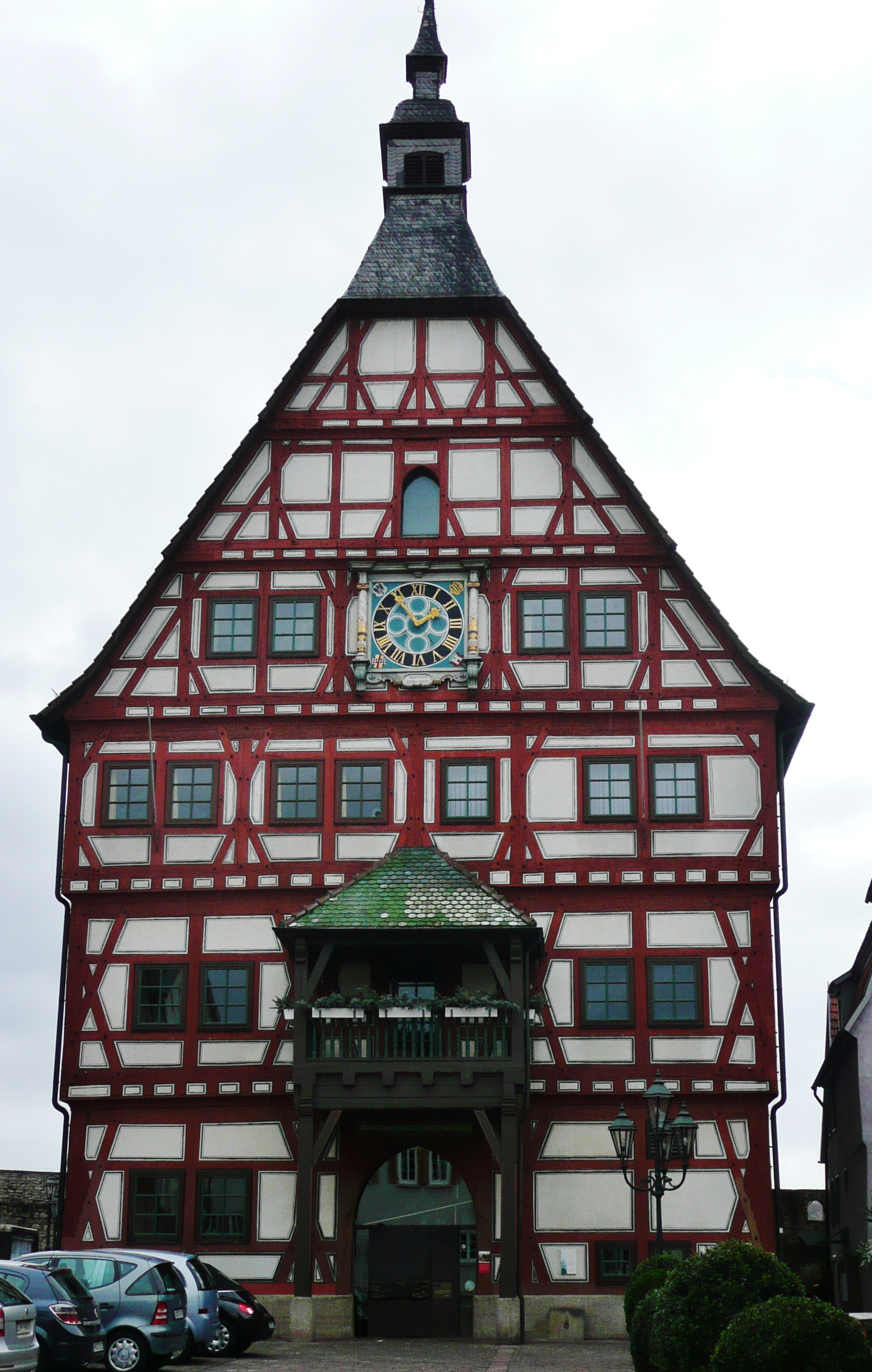
ベージヒハイム市庁舎

### 議会
ベージヒハイムの市議会議員は18人である。

### 紋章と旗
図柄: 赤地。緑の丘の上に2つの塔と鋸壁をもち、門を開いた銀色の城砦。ベージヒハイムの市の色は白 - 赤である。
紋章の丘は、ベージヒハイムの旧市街がある幅広の山を表している。城の周りの赤い色は、ワインを表現している。

### 姉妹都市
- アイ（フランス、マルヌ県）1966年
  - ワイン祭「アンリ4世祭」の期間中、とても多くのベージヒハイム市民がこのフランスの姉妹都市を訪れる。
- ニュートン・アボット（英語版）（イギリス、デヴォン）1979年
- バータセク（ハンガリー語版、英語版）（ハンガリー、トルナ県）1992年

## 経済と社会資本
ベージヒハイムは、ヴュルテンベルク・ワイン地区のヴュルテンベルク・ウンターラント地域シャルクシュタイン大地区に属すワインの産地である。地元の大きな企業には以下のものがある:
- コメット・グループ、工具製造
- ミュラー＝ディー・リラ・ロジスティーク、運送業
- リヒャルト・フリッツ、自動車産業の部品サプライヤー（ベージヒハイムの本社工場は2013年に閉鎖された）
- ハインケル・プロセス・テクノロジー、遠心機
- BASF ピグメント GmbH、化学工業（顔料）
- シュヴァイカー・グループ、窓および門扉の製造、オットマールスハイム地区

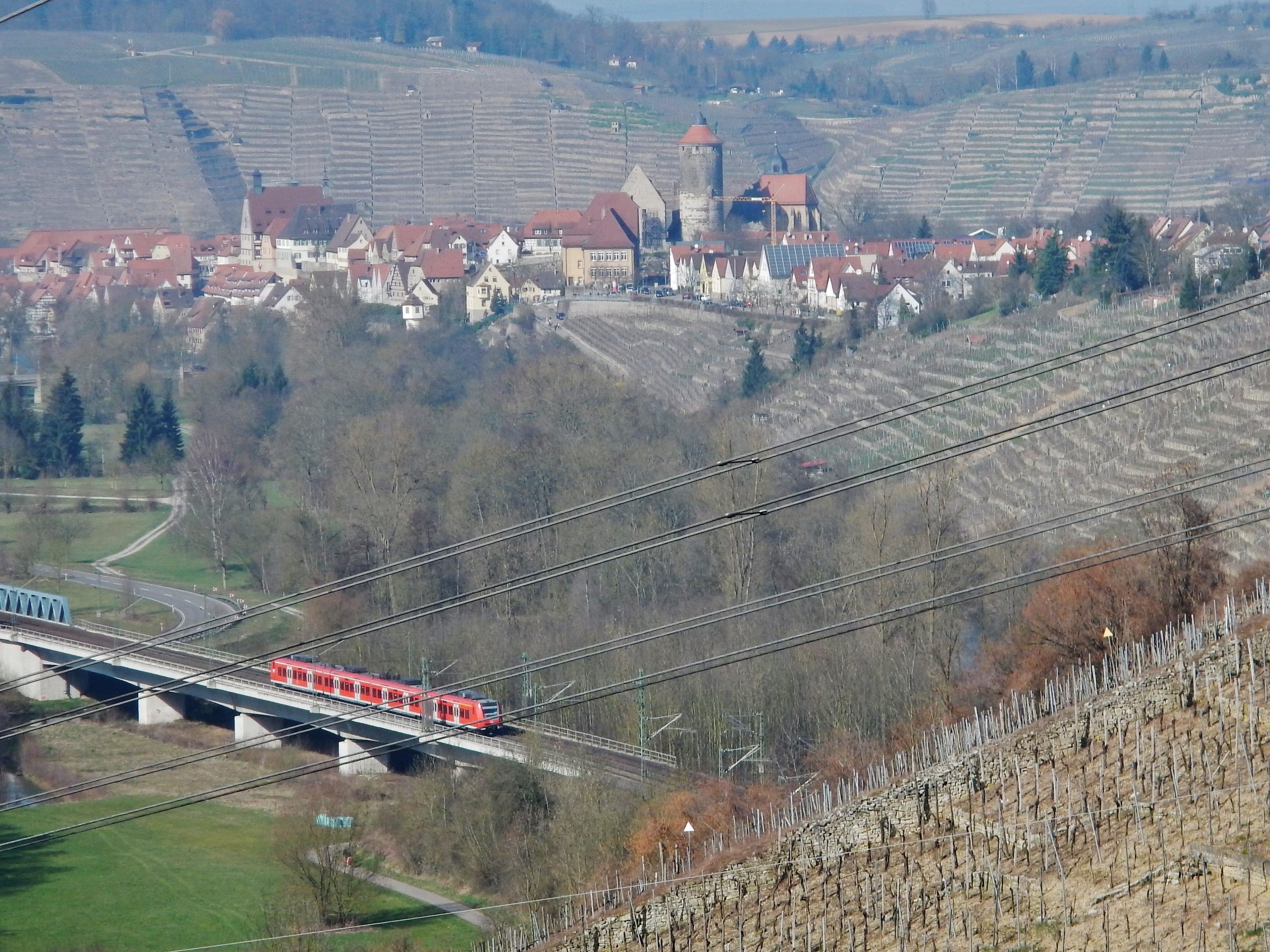
ベージヒハイム付近のフランケン鉄道

### 交通
連邦道 B27号線がベージヒハイム市内を通っている。1991年から長さ 178 m のトンネルで、旧市街の地下を通っている。
この街には、フランケン鉄道（シュトゥットガルト - ヴュルツブルク）の駅がある。この駅では、およそ30分間隔でシュトゥットガルト方面およびハイルブロン方面へのレギオナルバーンの列車が発着する。朝夕には、シュトゥットガルト - ヴュルツブルク線のレギオナルエクスプレスの列車もベージヒハイムに停車する。シュトゥットガルト空港は、約 50 km 離れたラインフェルデン＝エヒターディンゲンにある。

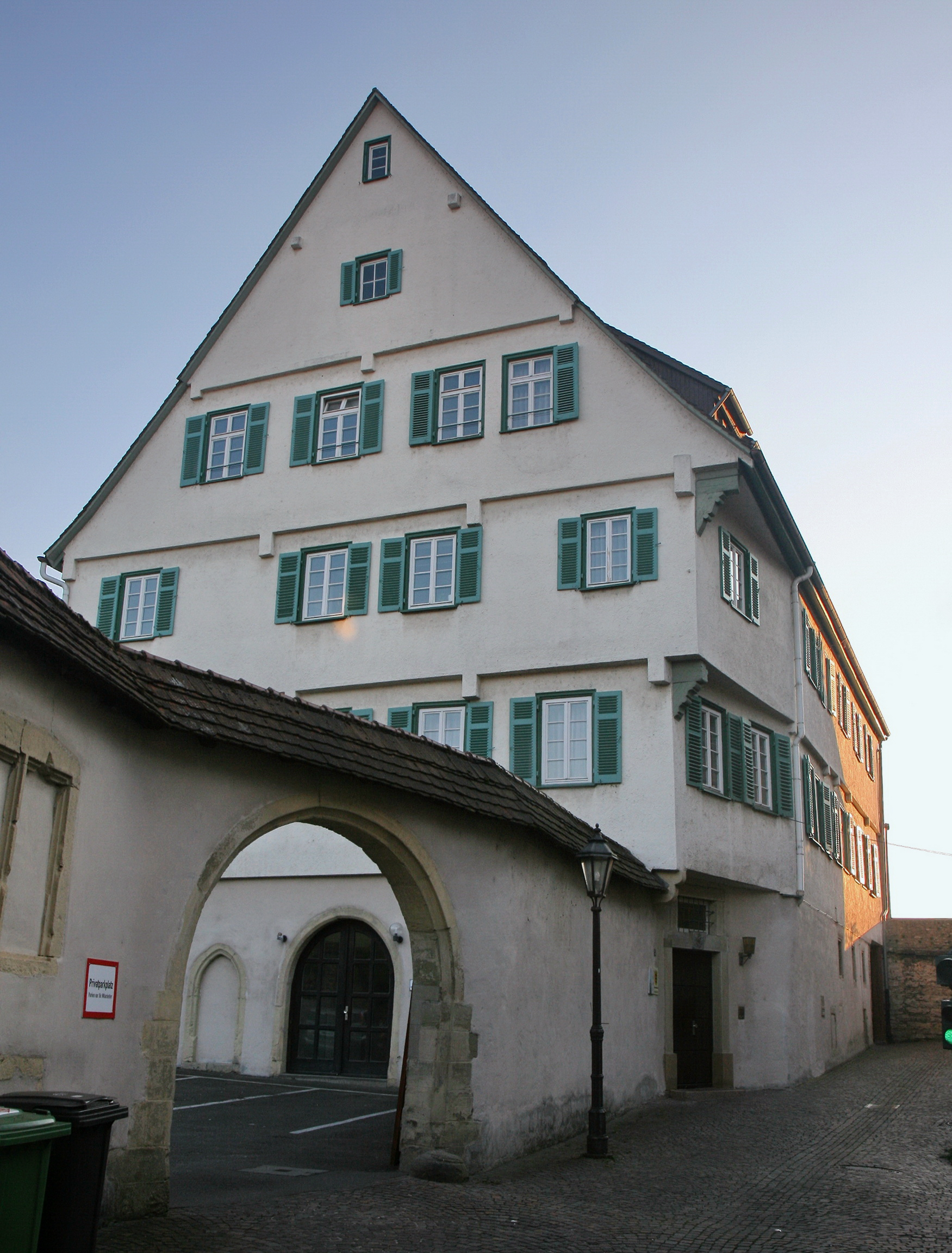
ベージヒハイム区裁判所

### 司法
ベージヒハイムには、シュトゥットガルト上級地方裁判所管区ハイルブロン地方裁判所管区の区裁判所が存在する。

### 教育機関
ベージヒハイムには、クリストフ＝シュレンプフ＝ギムナジウム、マクシミリアン＝ルッツ実科学校、フリードリヒ＝シェリング＝シューレ（ヴェルクレアルシューレ課程を有する基礎課程・本課程学校）、オットマールハイム地区にあるクロイツェッカー基礎課程学校、養護学校シューレ・アム・シュタインハウスと、多彩な形態の学校がある。この他に、幼稚園 9園とシュタインハウス内に本部を持つ市立音楽学校がある。

### レジャー・スポーツ施設
- ミネラルフライバート（屋外プール）
- ミニゴルフ場
- スケートパーク
- 公共のキャンピンカー広場

## ライフライン

### 電力
1901年/1902年のベージヒハイム発電所の建設により、この街に電力がもたらされた。電力供給はヴィルヘルム・レッカー GmbH & Co. により運営された。所有者はベージヒハイム発電所を1997年から段階的にエスリンゲンのネッカーヴェルケ電力供給会社 AG に売却した。現在電力網は、後継企業の EnBW レギオナル AG が運営している。

### ガス
中核市区では1985年に、オットマールスハイム地区では1989年にテクニシェ・ヴェルケ・デア・シュタット・シュトゥットガルト AG によりガス供給が始まった。現在天然ガス網は、後継企業の EnBW レギオナル AG が運営している。

### 上水道
上水道は1897年に敷設された。現在上水道は3つの供給ゾーンからなる。ボーデン湖水供給会社からの飲料水は、シンメルフェルト、ビュルツェン、インゲルスハイマー・フェルト、フーザレンホーフ、オットマールスハイム地区に供給されている。ベージヒハイマー水供給グループは、ヴェストシュタット、ノイザッツ、ショイバー、レヒガウアー・フェルトを担当している。混合水（ネッカーヘルデン水源の地元の水とボーデン湖の水を混ぜたもの）は中核市区とヴェルトに分配されている。

### 下水道
ベージヒハイム本体の汚水処理場は1958年に建設された。オットマールスハイム市区の下水は、ネッカーヴェストハイムの汚水処理場で処理される。

### 塵芥処理
塵芥処理は、ルートヴィヒスブルク郡の 100 % 子会社のルートヴィヒスブルク郡塵芥処理会社 (AVL) が行っている。AVLは、ルートヴィヒスブルク郡の委託を受けてゴミの削減、再利用、廃棄といった処理を行っている。

## 文化と見所

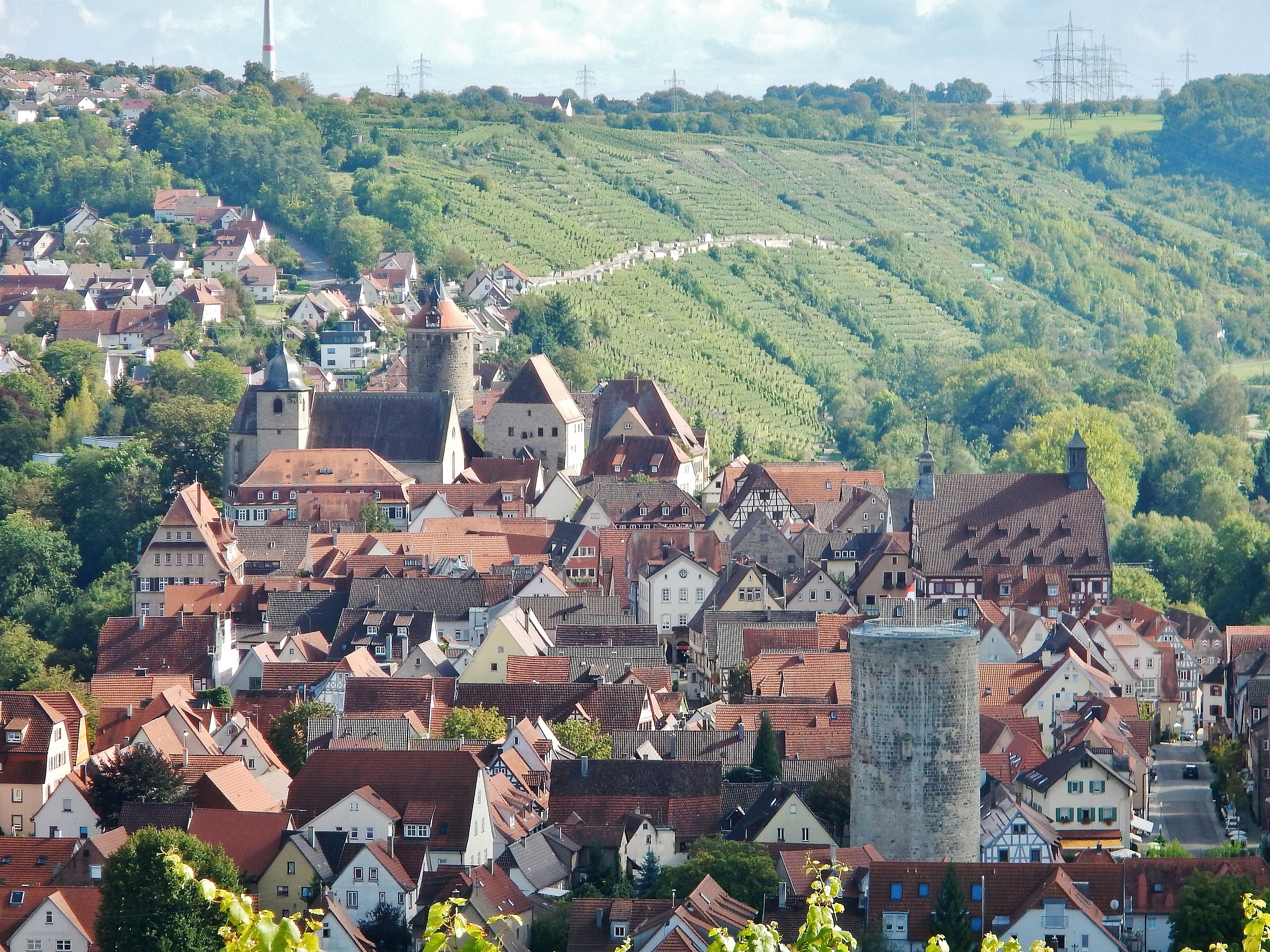
ベージヒハイム旧市街。手前の塔がヴァルトホルン塔その背後の大きな建物が市庁舎。奥に福音主義市教会の教会とその背後にショッヒェン塔が見える。

### 旧市街とマルクト広場
ベージヒハイムには、南ドイツで最も良好な状態に保存された中世の街並みの一つがある。高い市壁は、1805年に半分の高さに縮小され、門の塔が解体され、横断するための通路が設けられた。しかし、その構造はほぼ完全に遺されている。
1693年に破壊され、1750年に解体されたウンター・ブルク（下の城）は、そのヴァルトホルン塔が遺されている。高さ 29 m の塔は、展望台として登ることができる。

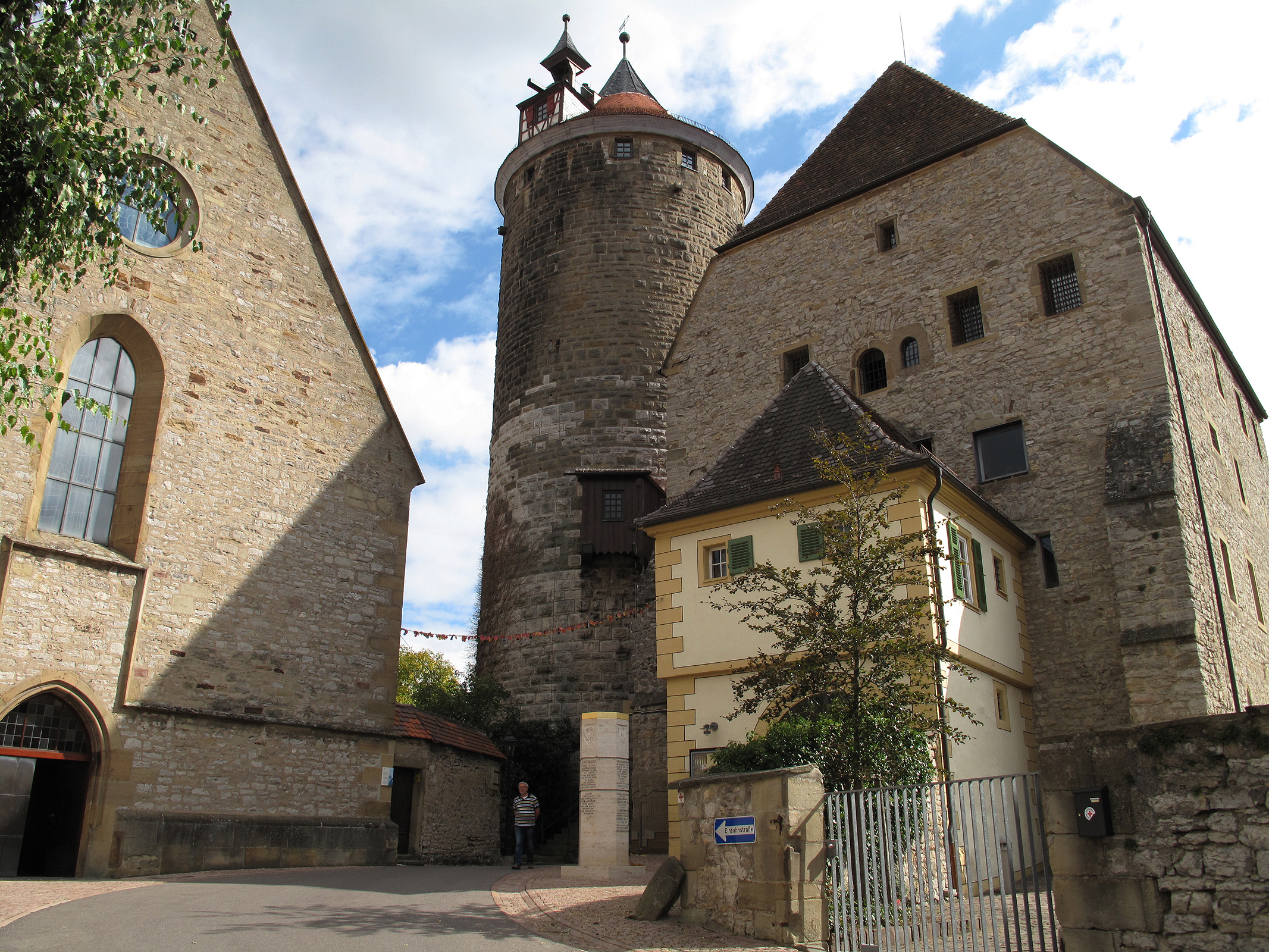
向かって左から福音主義市教会、ショッヒェン塔とシュタインハウス。その間の石柱がシュタウフェンの柱。

この城と対になるものとしてオーバー・シュロス（上の城）が建設された。1220年に建設された主塔はショッホという監視人にちなんでショッヒェン塔と名付けられた。この塔は、高さ 36 m ある。塔の上には監視人の住居が設けられている。隣の、堂々として無骨な印象を与える破風をもつシュタインハウスは、市門のアーチの上に建てられており、塔に接続している。この建物はかつてこの城砦の本館であった。
ゴシック様式の福音主義市教会はショッヒェン塔のすぐ隣にある。この教会はおそらく、1279年に初めて記述されたベージヒハイムの教会であるロマネスク様式の市礼拝堂の場所にあり、遅くとも1484年に聖キリアクスに献堂された。何度も増改築を受けた教会の特別な装飾が、この分野で最大級の芸術的に重要な、セイヨウボダイジュを彫って創られた主祭壇である。この祭壇は1520年から1529年に製作され、1693年にフランス軍による破壊を免れた。ヨハン・ヴァレンティン・アンドレーエと関係のあるビーティヒハイムの画家コンラート・ローテンブルガーに関しては、1611年に製作されたバーデンの聖堂参事会員マティアス・ヘンスラーの家族のエピタフもベージヒハイム市教会で注目すべきものである。
シュタインハウスの前に、2011年にシュタウフェンの柱がある。これは、1153年に後にホーエンシュタウフェン朝の皇帝となるフリードリヒ1世がバーデン辺境伯ヘルマン3世にベージヒハイムの居館を寄贈したことを記念したものである。これがベージヒハイム市の基礎となった。バーデン辺境伯はシュタウフェン家の忠実な支持者であった。フリードリヒ・フォン・バーデン＝エスターライヒは1268年に最後のシュタウフェン家当主コンラーディンとともにナポリで処刑された。

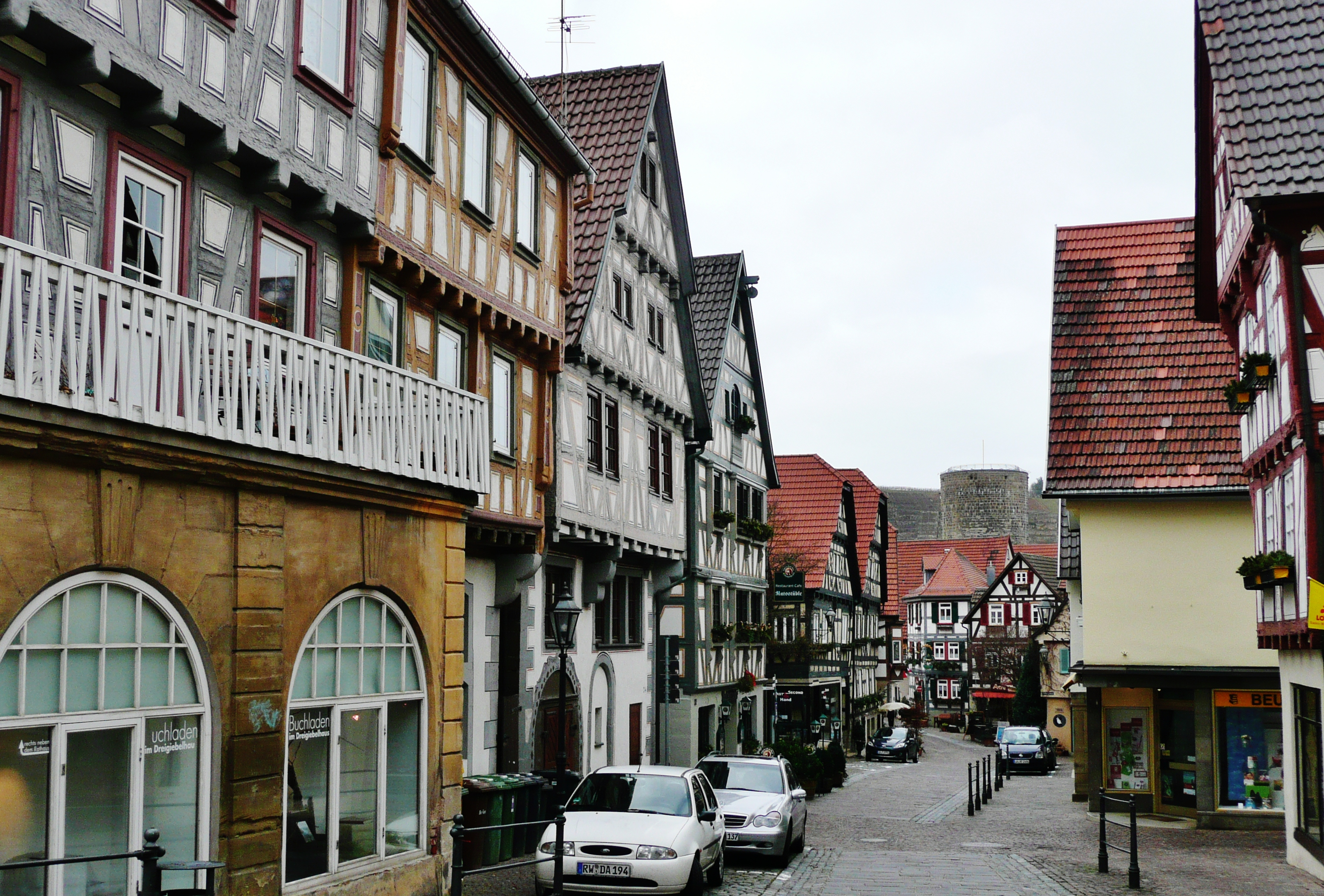
キルヒ通りの街並み

ウンター・ブルクからオーバー・ブルクへの街の主軸としてキルヒ通りが通っている。この通り沿いに建ち並ぶ木組み建築は、下のエリアでは簡素だが、マルクト広場まで上るにつれ装飾が豊かになっている。16世紀から17世紀の装飾が木組み建築を飾っている。24番地の建物は、歴史的なモデルに基づき復元された具象的なルネサンス絵画で装飾されている。
街の中心に1459年建設の市庁舎を有するマルクト広場がある。市庁舎の1階には、ミスラの礼拝の場面を描いたローマ風のレリーフが埋め込まれている。内部にはルネサンス時代の壁絵、バロック時代の化粧漆喰の天井、19世紀の市庁舎の時計やバルコニーがある。バーデン家の紋章を掲げたアレマン風の市場の泉が、バーデン時代をしのばせる。
この他、以下の建物も見応えがある。

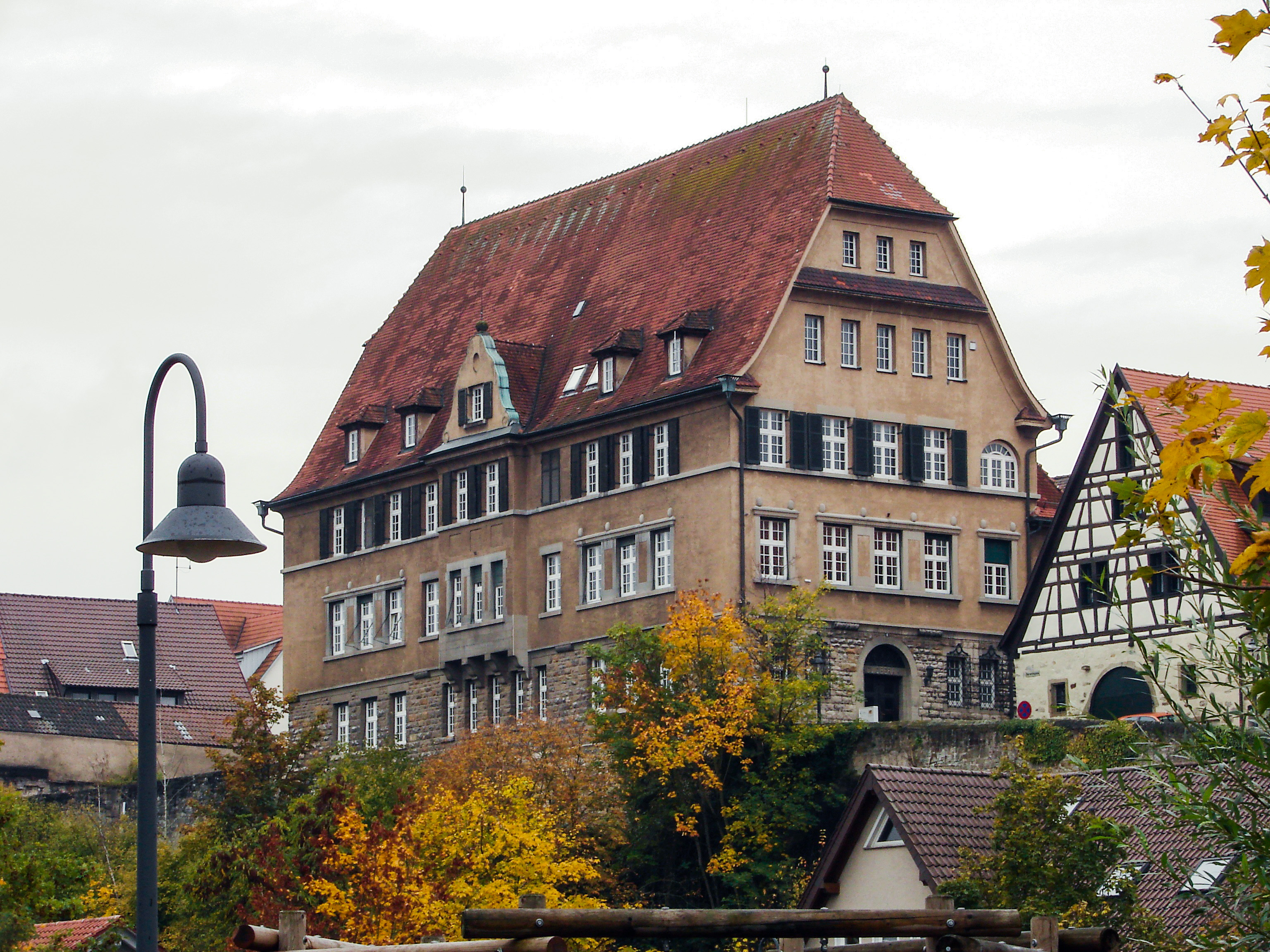
旧オーバーアムト庁舎

- ネッカー川沿いでは、1908年建造の旧オーバーアムト庁舎が景観を決定づけている。ネッカー側の優れた建物にはこの他に1686年に建設された高層木組み建築のシュタットシュライベライ（市事務局）がある。
- ブドウ搾り所としても用いられた果実倉庫は、ウンター・ブルクの付属実務建造物であり、現在はイベントに利用されている。特に2年ごとに開催されるヴィンツァーフェスト（ワイン祭）に利用される。
- 市壁沿いの市庁舎の近くにある区裁判所は、この街のエンツ川近くにそびえている。円形アーチの門に1685年の建物であることを示す銘があり、内部の紋章石は1738年に大規模な改築が行われたことを示している。内部には中世の建築部分の痕跡が遺されている。
- 教会の近くには、一連のかつての教会関係者や役人の家が良い状態で保存されている。たとえば、1774年建造の教会監督官の館（プファルガッセ3番地）やプファルガッセ10番地の家などである。都市農民の家の顕著な例として、プファルガッセ14番地やテュルケンガッセ10番地の家がある。
- 教会のすぐ下にかつてのラテン語学校の建物がある。この建物は現在特別学校として利用されている。2棟の建物のうち、ギャンブレル屋根を戴く大きい方は、18世紀に建設された。
- マルクト広場の市薬局は1628年に2棟の建物を改築して1棟の大きな商店にしたものである。この建物は1661年に薬局として開局した。

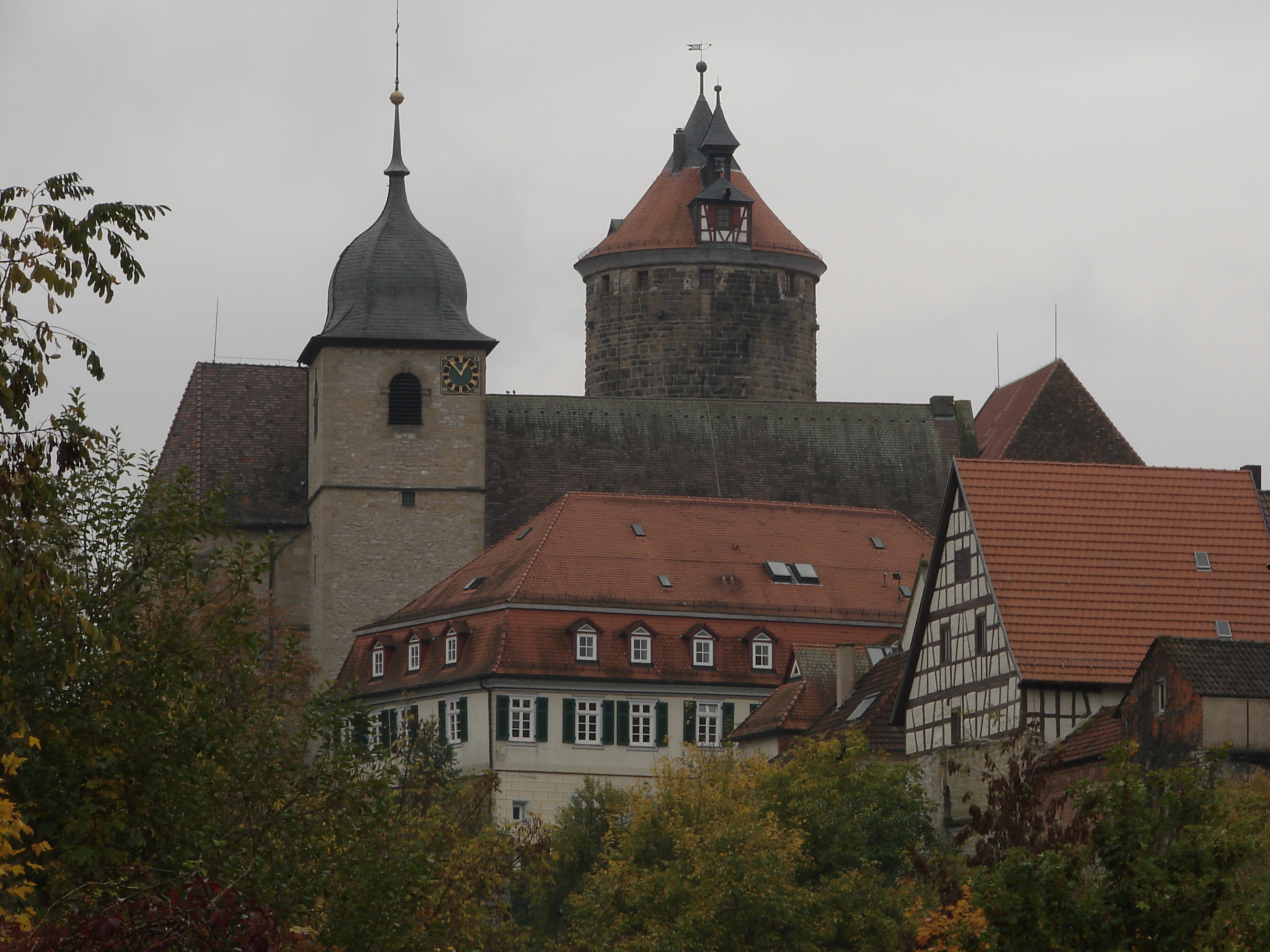
福音主義市教会の塔。背後の大きな塔がショッヒェン塔。
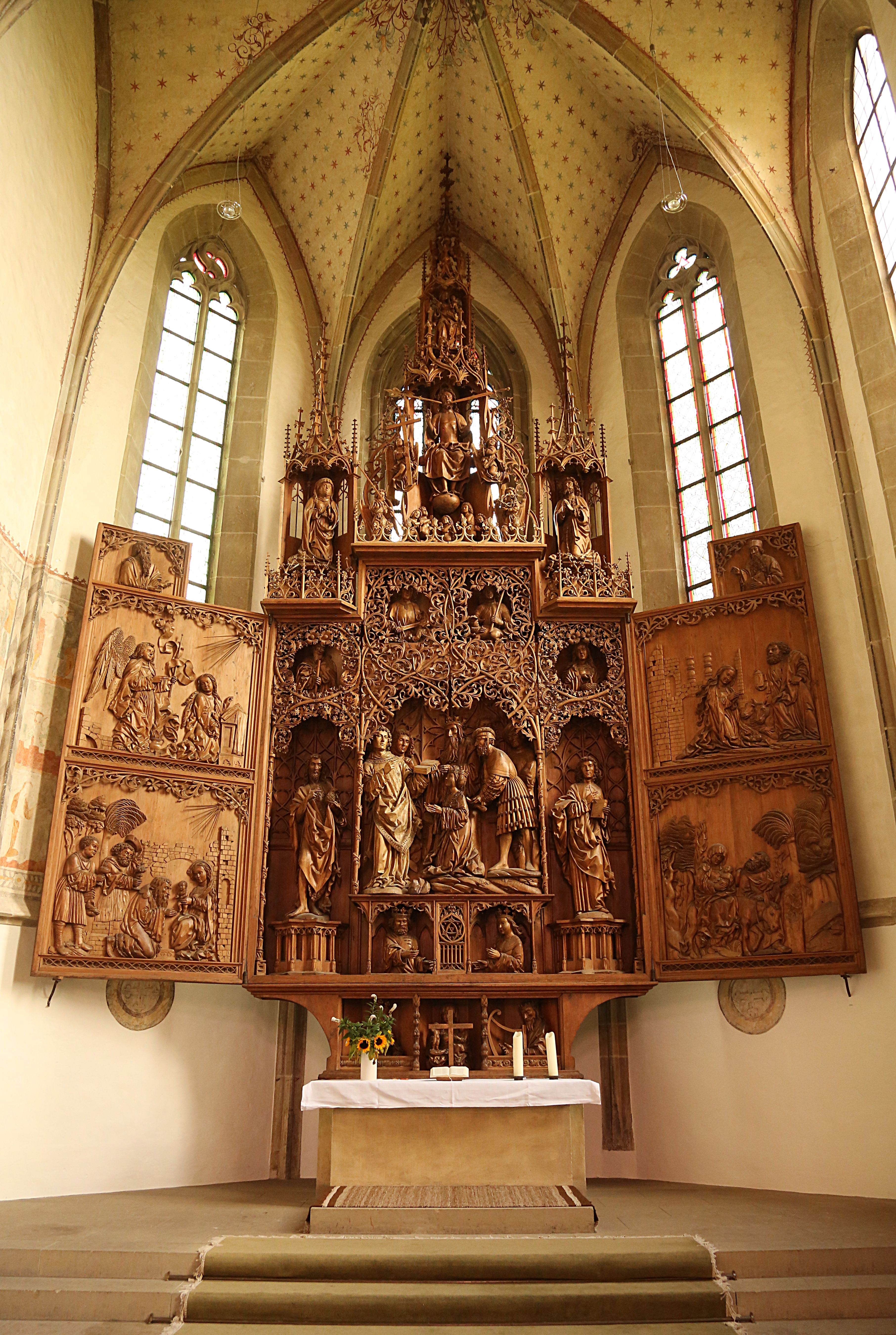
福音主義市教会の主祭壇。
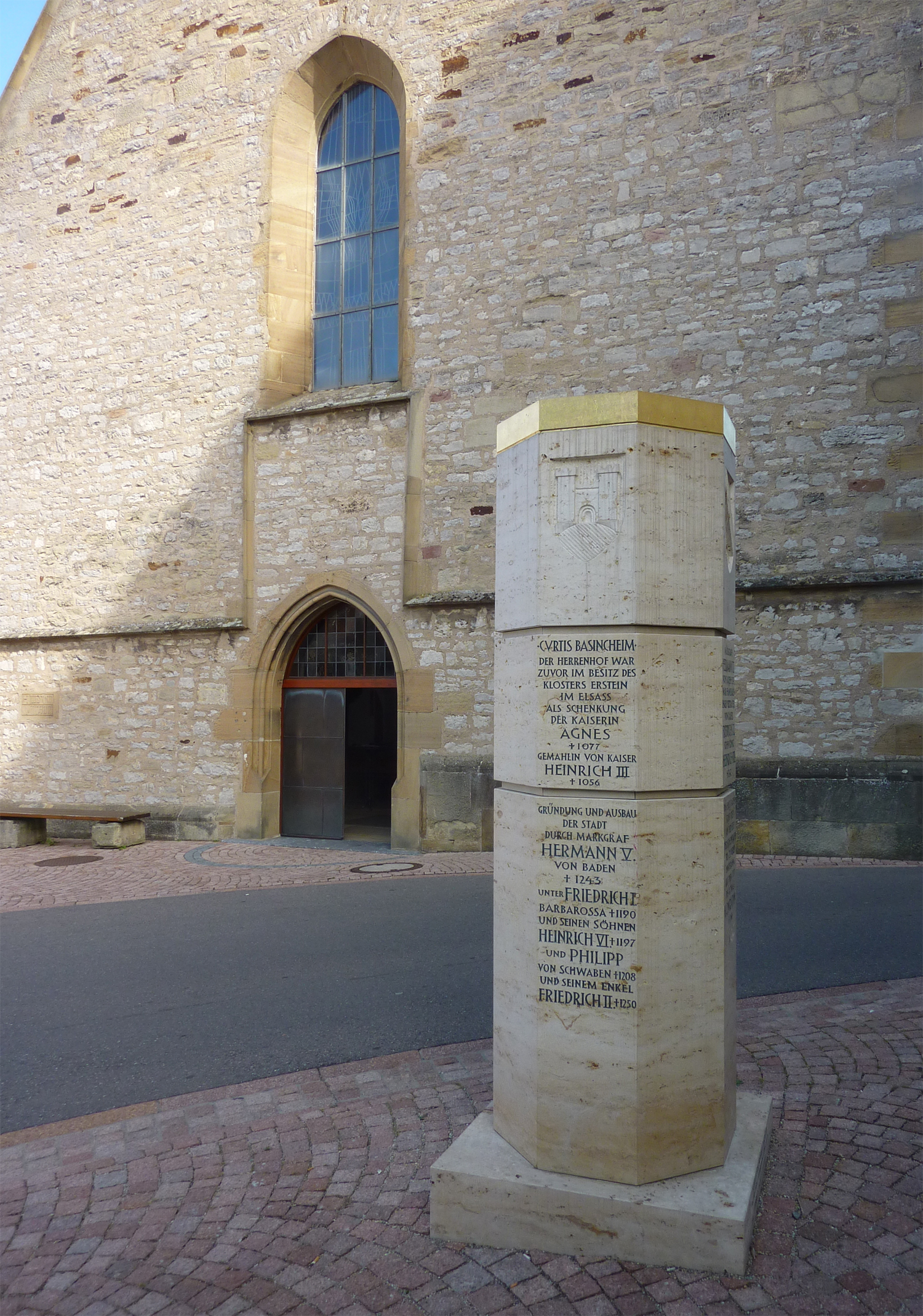
シュタウフェンの柱。背後は福音主義市教会の壁。
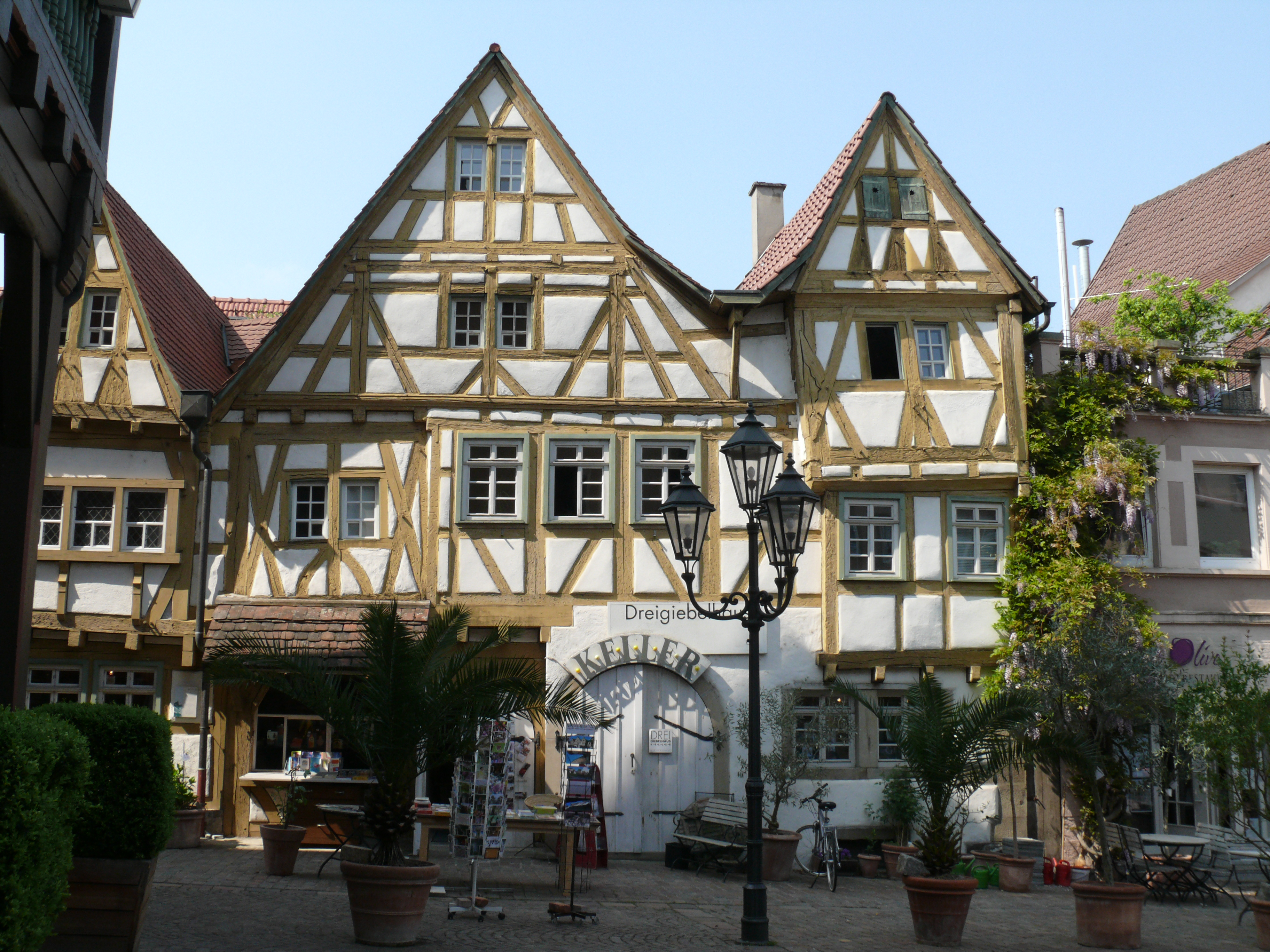
マルクト広場に建つ三連破風の館。
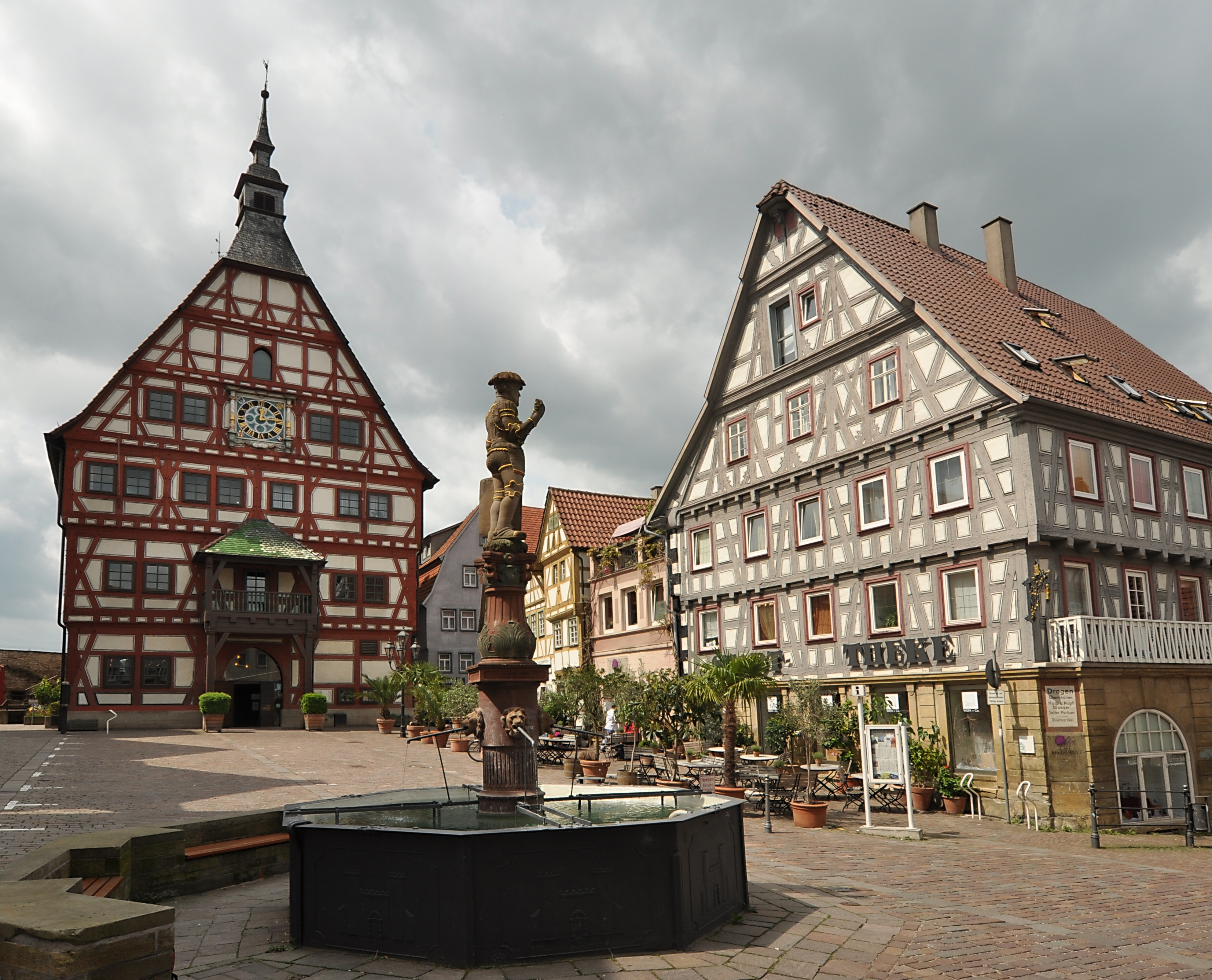
ベージヒハイムのマルクト広場。向かって左が市庁舎、右端が市薬局

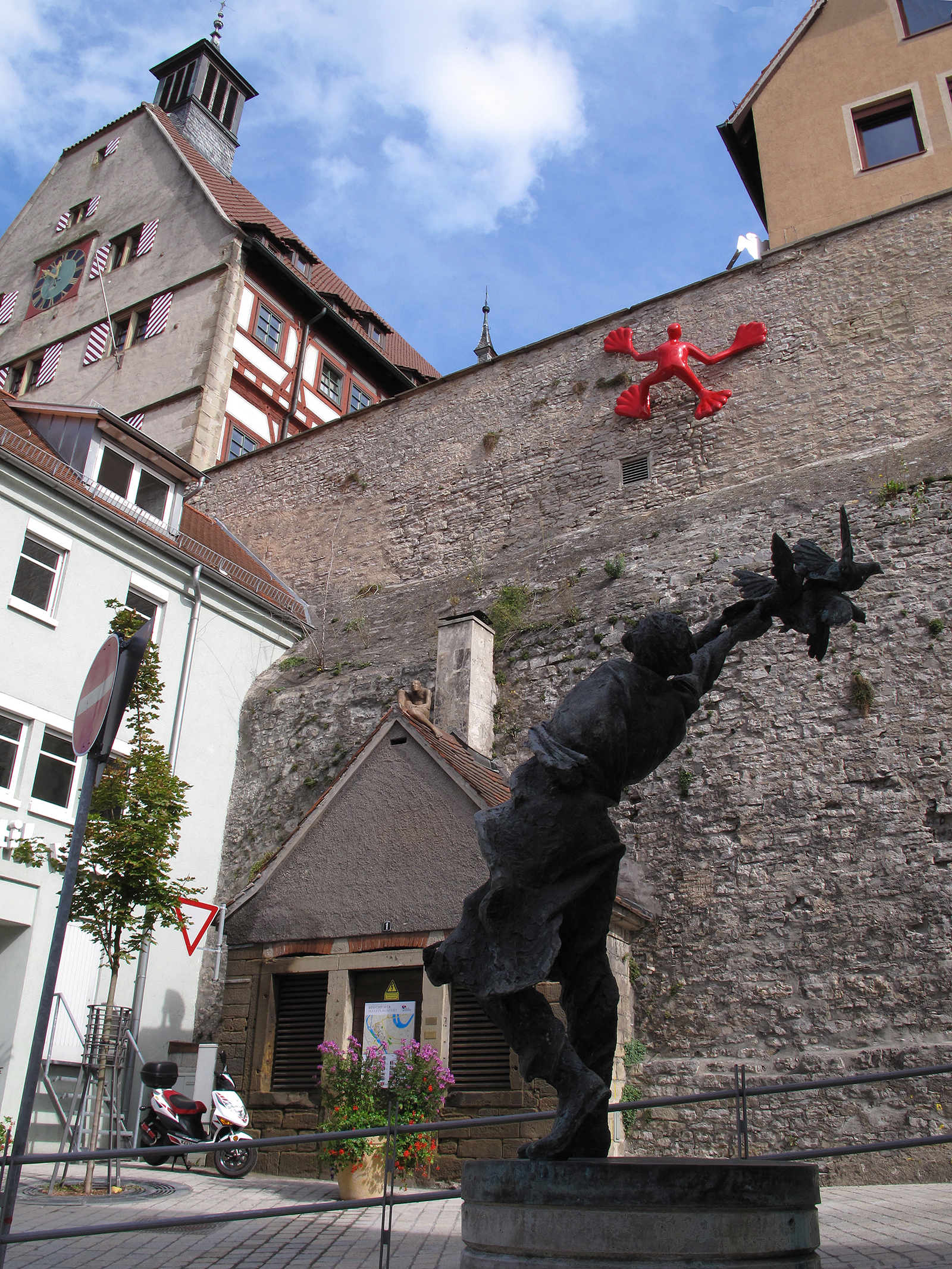
ベージヒハイムの彫刻の径の作品。この中に4つの作品がある。

### ベージヒハイムの彫刻の径
ベージヒハイムの建設850年を記念して、2003年にベージヒハイムの彫刻の径が設けられた。この径は、駅からエンツ川を渡り歴史的旧市街を通って、ネッカー川の水力発電所に至る。

### 躓きの石
芸術家マルギット・シュテプラー＝ニコライの主導で、ベージヒハイムでも2010年から国家社会主義の犠牲者を追悼するための「躓きの石」がグンター・デーミヒによって設置された。2019年7月までに市内に合計8つの石が設置され、このうち5つが歴史的旧市街にある。これらは、自らの意思でベージヒハイムに居を定め、1940年に T4安楽死作戦によってグラーフェネック安楽死施設で国家社会主義者によって殺害された人々を追悼している。

### フォアシュタットの中世の浴室
1995年に発見され、考古学的発掘調査の後に修復されたフォアシュタット3番地の浴場は、2005年からガイドツアーで見学できるようになった。ベージヒハイムの家屋台帳には1463年に初めて記録されている。ベージヒハイムとヴァルハイムの住民が利用すべき独占的な浴場として運営されていた。浴場営業は1654年まで行われていた。

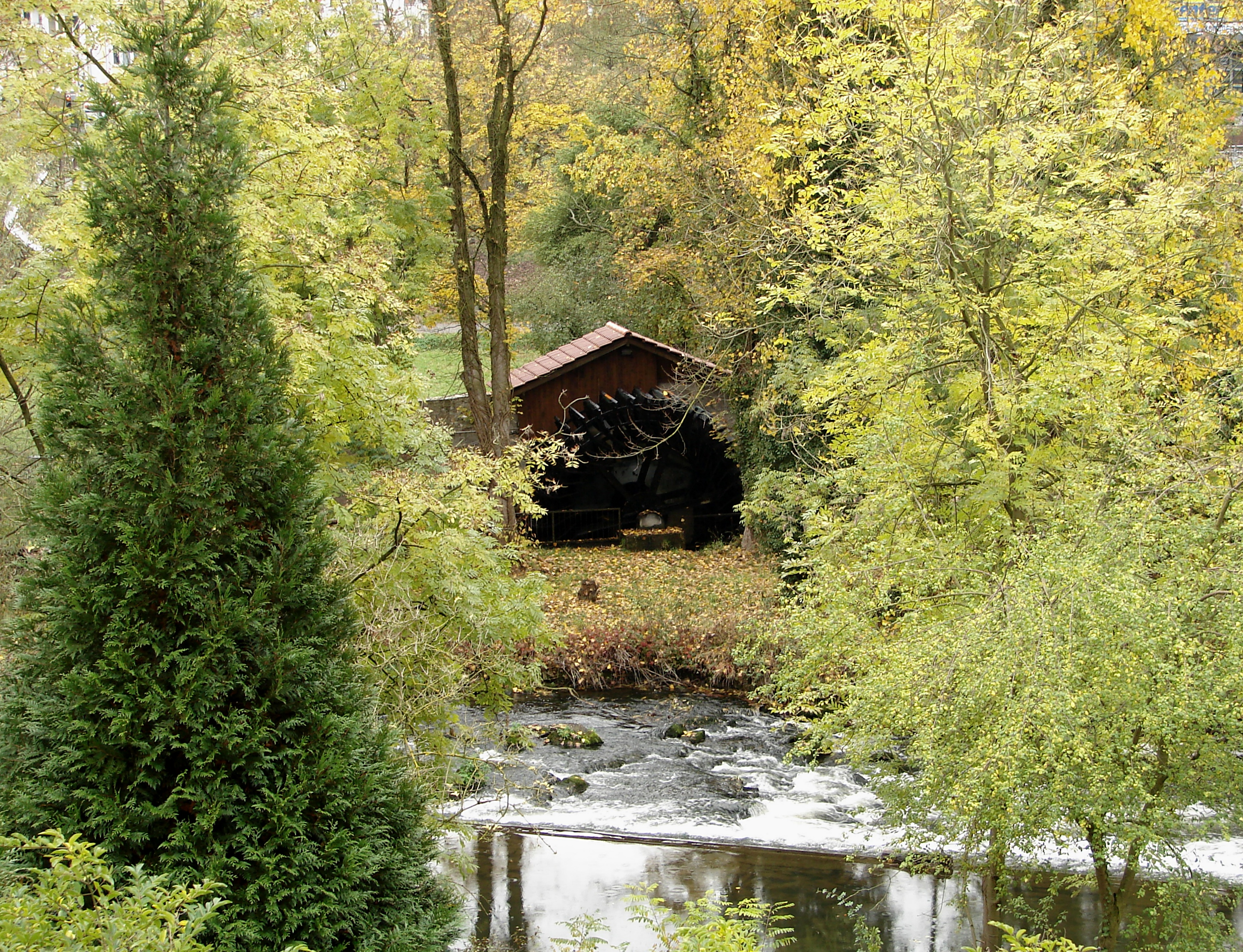
エンツ川の水車

### 市壁外
この川沿いの街を特徴付けているのが、1755年に建設されたエンツ川の堰である。ベージヒハイム堰堤沿いにかつての水車小屋がある。もう一つの歴史的水車が、市壁のすぐ下、ヴォアシュタット 72番地にある1572年製の旧シェレンミューレである。ネッカー川は、27の水門つき堰の1つがエンツ川河口より上流側で水を堰き止めている。
エンツ川を見下ろすオクゼングラーベンの旧都市防衛施設上の塔の残基上に魅力的な六角形のバロック建築プファイフェルシャー・パビリオンがある。
街のやや高い場所に中世の見張り塔、ヴァルト塔（この名前は近くにあるヴァルトトゥルム集落に由来する）がある（時にメールザックとも呼ばれる）。この塔は、ショッヒェン塔と目視連携で、脆弱な側であるインゲルスハイマーヘーエからの接近を監視し、その方向に的が近づくと街に警告を発した。
インゲルスハイム方面の高台にあるフザーレンホーフは、1735年から1738年にベージヒハイム住民によって建設された。この名称は、この会社に関与した軽騎兵 (Husar) にちなんで名付けられた。

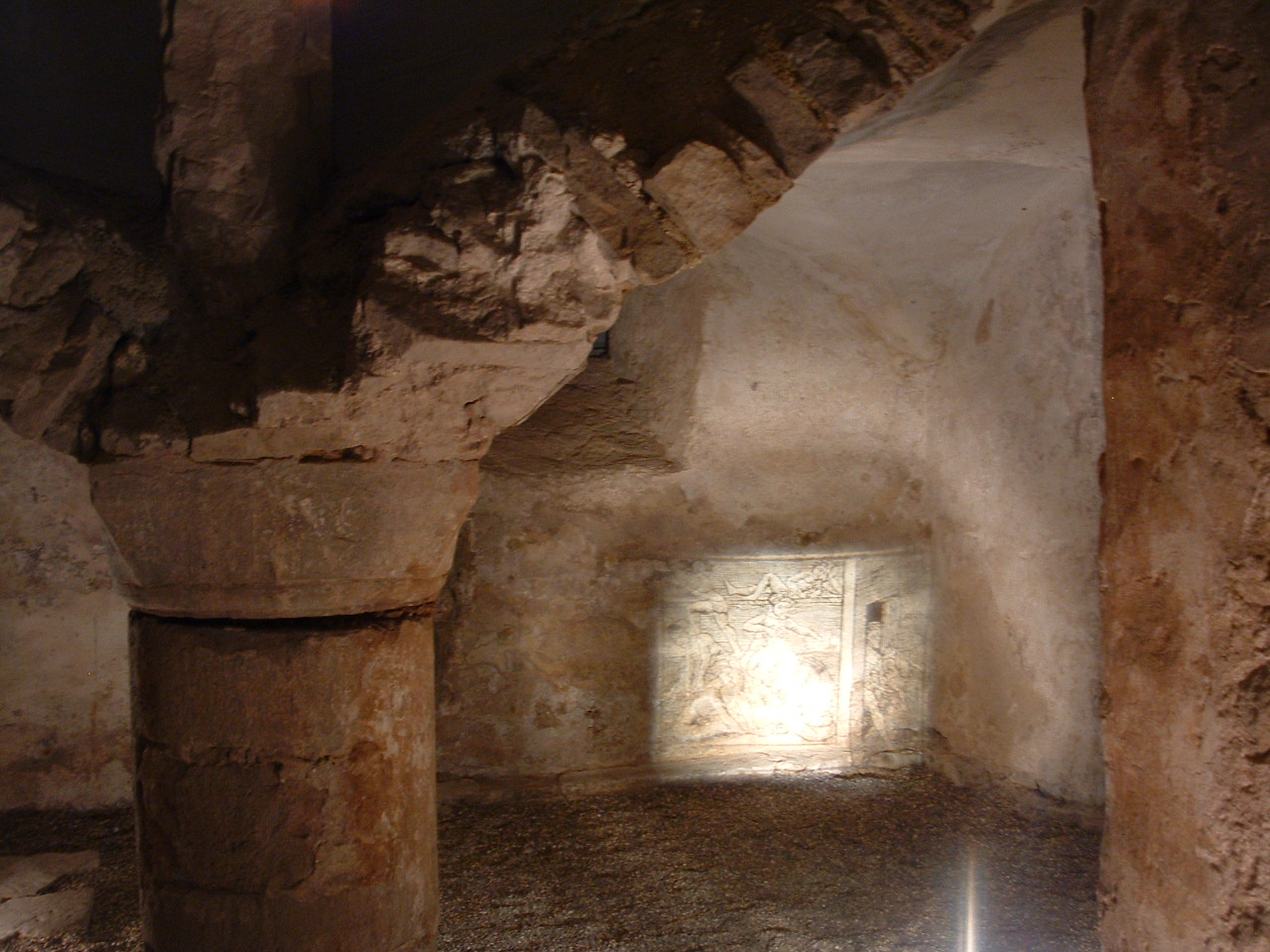
中世の浴室跡
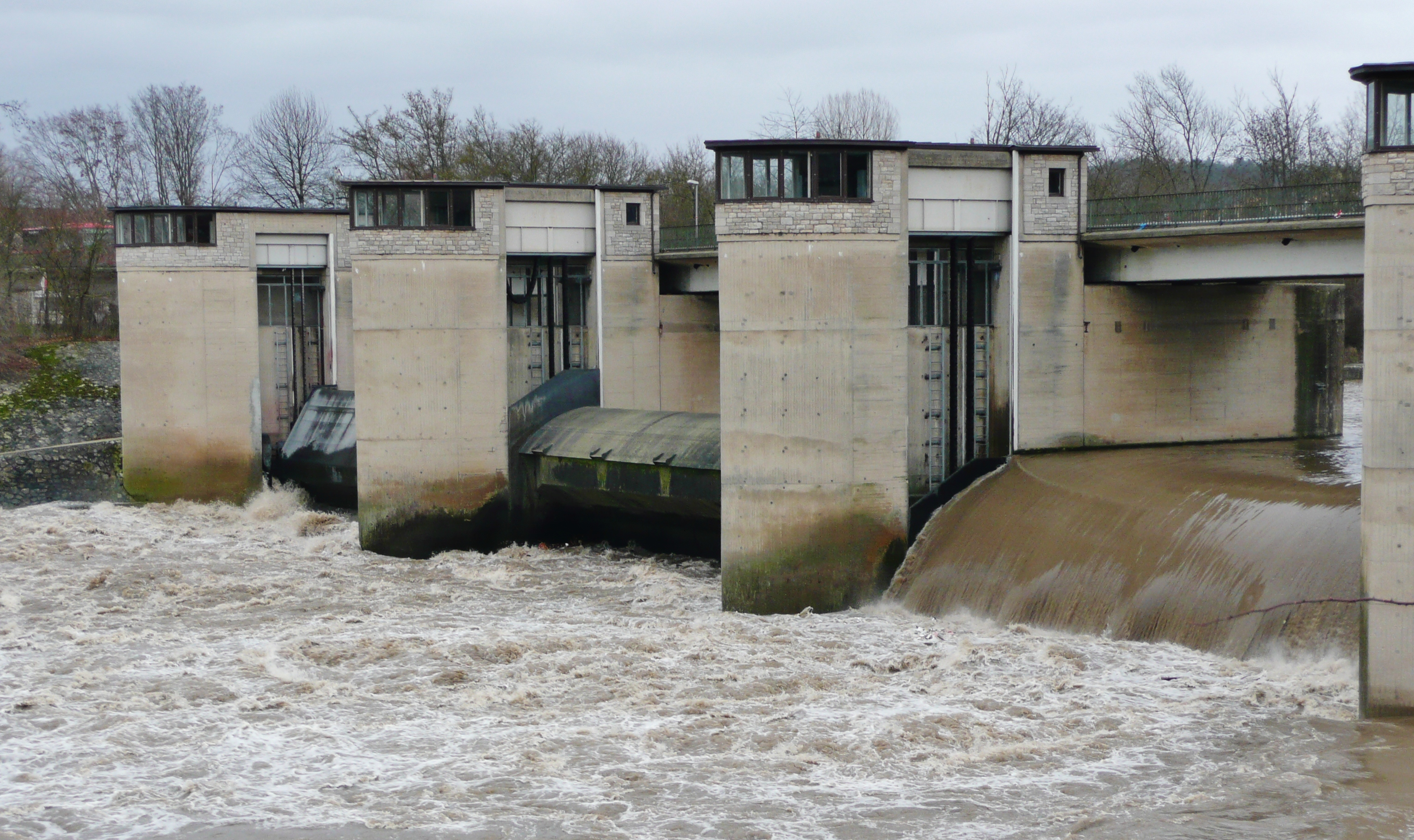
ネッカー川の堰
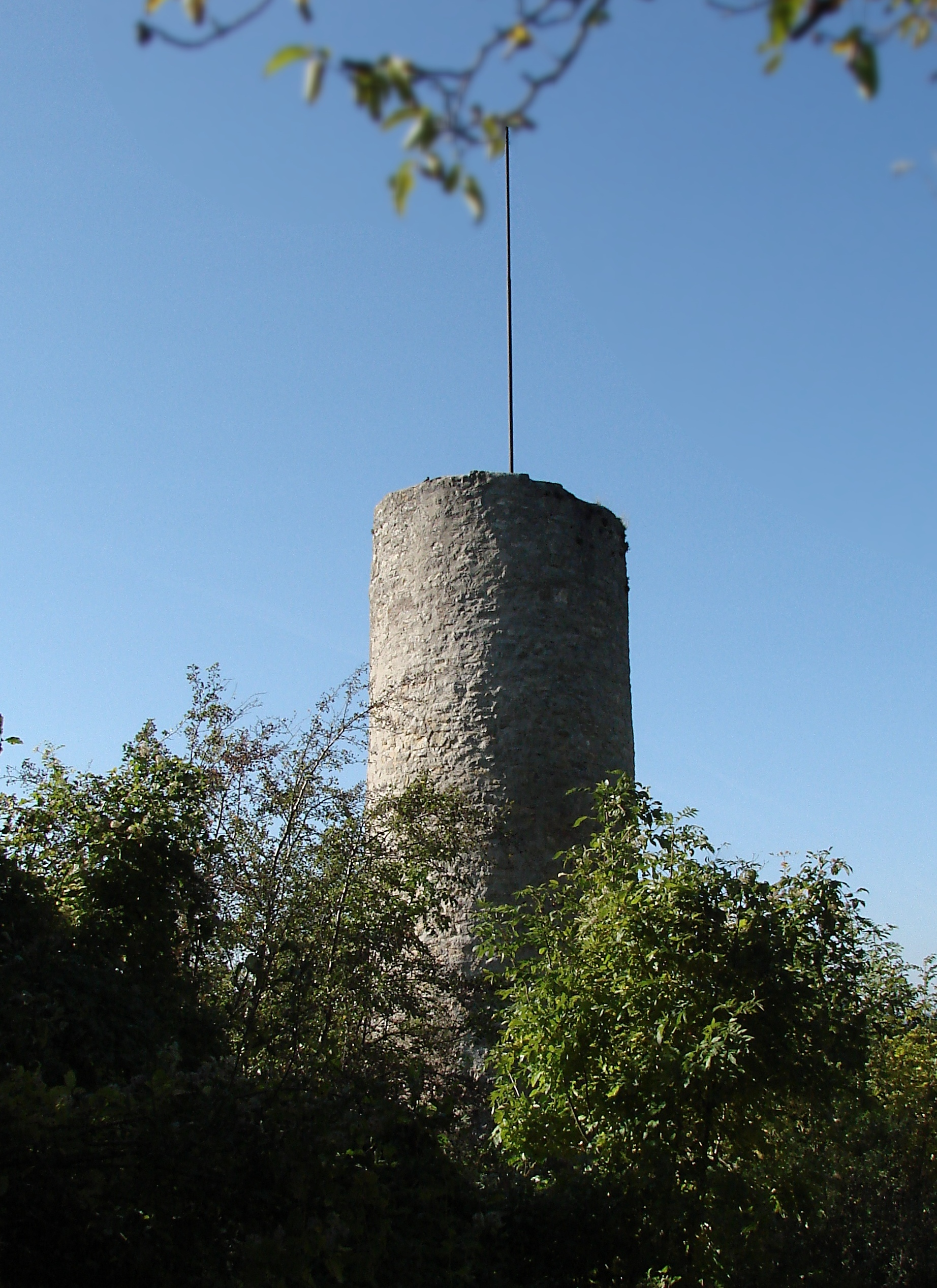
ヴァルト塔（メールザック）

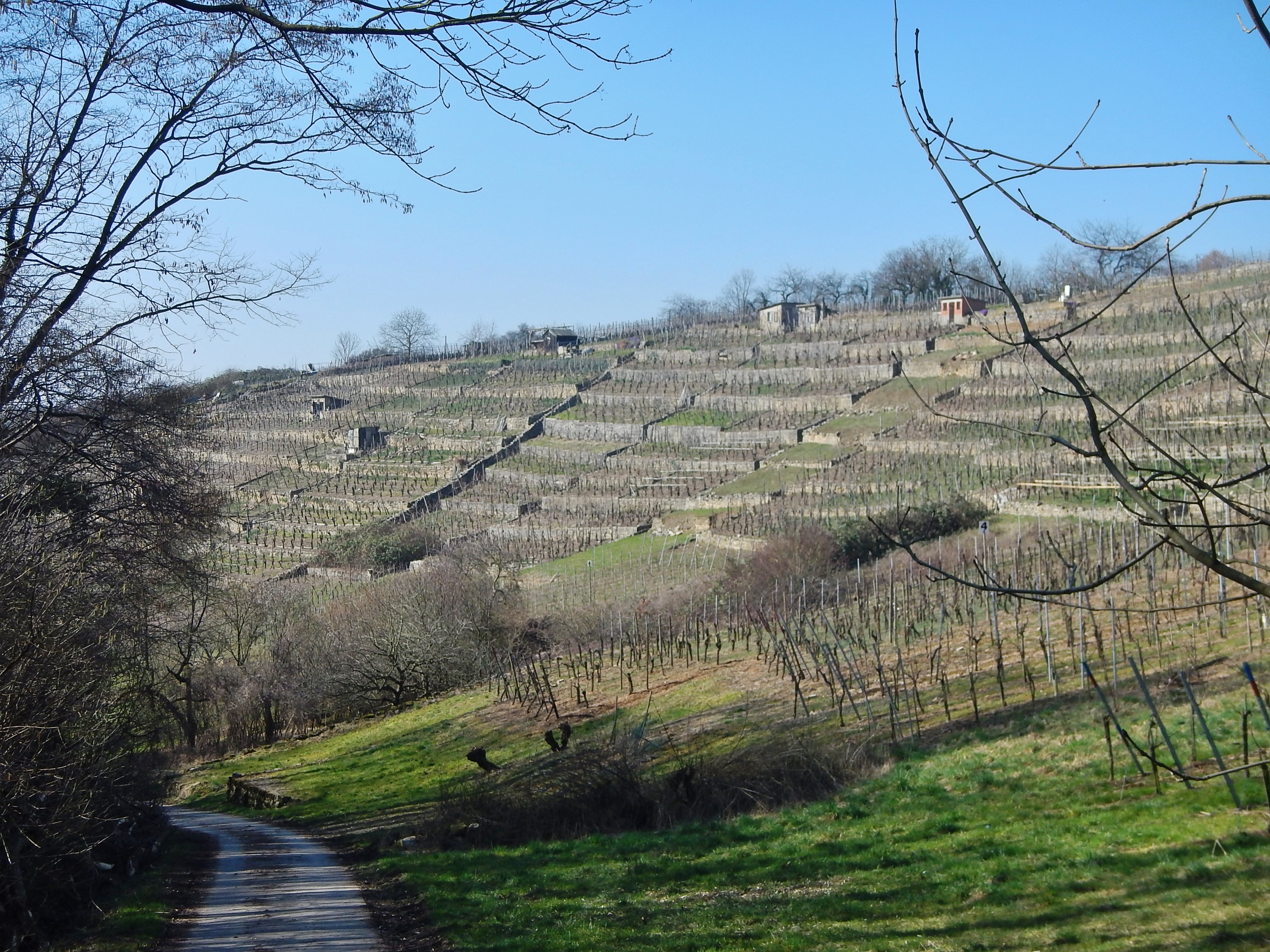
ベージヒハイムのブドウ畑

### 環境
この街は、ヴュルテンベルク・ワイン街道およびドイツ木組みの家街道南ルート沿いに位置している。ベージヒハイム近郊の環境は、ネッカー川とエンツ川の深く刻み込まれた急峻な谷、その日照条件の良い斜面でブドウ栽培が集中的に営まれている魅力的な環境である。有名なブドウ生産地で人気のハイキング地が、近くのヘッシヒハイマー・シュタインガーデンである。

### 年中行事
ヴィンツァーフェスト（ワイン祭）は伝統的に2年ごと（9月第3週の金曜日から月曜日）に開催される。旧市街全域の路地や通り、歴史的なワインセラーで開催されるこのワイン祭は、ベージヒハイマー・フェラインによって主催される。クライマックスは、通常日曜日に行われる祝祭パレードである。

## 人物

### 出身者
- フリードリヒ・シュレンプフ（1858年 - 1912年または1913年）ドイツ帝国議会議員
- クリストフ・シュレンプフ（1860年 - 1944年）福音主義神学者、哲学者
- ルイーザ・リヒター（ドイツ語版、英語版）（1928年 - 2015年）画家

### ゆかりの人物
- エドゥアルト・メーリケ（1804年 - 1875年）詩人。ベージヒハイムの宿駅で「Sommerweste」と食事をした。詩「An meinen Vetter」（直訳: 親類に）参照[28]。

## 参考図書
- Friedrich Breining (1926). Alt-Besigheim in guten und bösen Tagen. Besigheim
- Ulrich Gräf (1986). Kunst- und Kulturdenkmale im Kreis Ludwigsburg. Stuttgart: Theiss. pp. 42–56. ISBN 978-3-8062-0466-7
- Gustav Bächler, Benning, Thomas Schulz et al. (2003). Geschichte der Stadt Besigheim – Von der Vorgeschichte bis zur Gegenwart. Besigheim
- Hansmartin Schwarzmaier und Peter Rückert, ed (2005). Das Land am mittleren Neckar zwischen Baden und Württemberg. (Herausgegeben zum 850-jährigen Jubiläum der Stadt Besigheim). Oberrheinische Studien. 24. Ostfildern: Thorbecke. ISBN 978-3-7995-7824-0
- Karsten Preßler (PDF). Stadtarchiv mit ehemaligem Wehrgang. Die Umnutzung einer spätmittelalterlichen Scheune in Besigheim. Nachrichtenblatt der Denkmalpflege in Baden-Württemberg, Jahr 2018, Heft 2. pp. 100-104 2020年2月29日閲覧。

これらの文献は、翻訳元であるドイツ語版の参考文献として挙げられていたものであり、日本語版作成に際し直接参照してはおりません。